# Madame d'Aulnoy
Marie-Catherine le Jumelle de Barneville, Baronesa d'Aulnoy (Barneville-la-Bertran, septiembre de 1652-París, 13 de enero de 1705) fue una escritora francesa conocida por sus cuentos de hadas y por su relato del Viaje por España.
Su libro “Les Contées de Feés” (Cuentos de Hadas), publicado en 1697, acuñó el nombre del género literario, e incluyó el primer relato que utiliza al personaje “Prince Charmant”, conocido en español como el Príncipe azul.

## Biografía
Nacida Barneville-la-Bertran, cerca de Bourg-Achard (Eure), pertenecía a una familia noble (era sobrina de Marie Bruneau des Loges) y en 1666 se casó con un parisino treinta años mayor que ella y de extracción dudosa, François de la Motte, barón de Aulnoy. El barón era un librepensador y un conocido jugador que perdió una gran parte de su fortuna. Tuvieron cinco hijos.
En 1669 el barón de Aulnoy fue acusado de traición, pero las acusaciones se demostraron falsas y dos hombres implicados en las mismas fueron ejecutados, entre ellos el amante de la baronesa de Gudanne, la madre de Marie-Catherine. Huyó del país refugiándose en Inglaterra e hipotéticamente en 1675 se fue a España, donde  habría podido reunirse con su madre y permaneció hasta 1685, año en el que pudo regresar a Francia gracias al perdón concedido por Luis XIV habida cuenta de los servicios que prestó a la corona. De Madame d'Aulnoy no se sabe mucho, pero se supone que también viajó por Inglaterra.
Los relatos de Madame d'Aulnoy sobre España forman parte de los que se consideran dieron lugar a la leyenda negra.
El caso es que gran parte del tiempo lo pasó escribiendo historias inspiradas en estos destinos, historias que se convertirían en sus obras más populares. En 1681 quedó viuda.
Madame de Aulnoy fijó su residencia de nuevo en París en 1690, donde su salón literario se convirtió en uno de los más populares de su tiempo, siendo visitado por los principales aristócratas y príncipes. Durante los siguientes trece años publicó tres pseudo-memorias, dos colecciones de cuentos de hadas y tres novelas históricas. Se ganó una reputación como historiadora y recopiladora de cuentos de fuera de Francia, y fue admitida como miembro de la paduana Accademia dei Ricovrati con el sobrenombre de la musa de la historia, Clío. 
Ciento cincuenta años más tarde, historiadores mejor documentados consideraron sus escritos históricos como inexactos e incluso fraudulentos, debido a que el concepto de historia en aquella época era más flexible que en la época actual pues incluía además de información, datos ficticios. En la Francia y la Inglaterra de su época sus libros eran considerados como un simple entretenimiento, un sentimiento reflejado en las críticas de este periodo. El intento de hacer una historia seria de las guerras con los Países Bajos de Luis XIV de Francia no tuvo tanta fortuna.

## Cuentos de hadas
Las obras más populares de Madame d'Aulnoy fueron sus cuentos de hadas y de aventuras publicados en Les Contes des Fées (Cuentos de hadas) y Contes Nouveaux ou Les Fées a la Mode (Cuentos nuevos o Las hadas de la moda). d'Aulnoy hizo importantes contribuciones al género, al acuñar el nombre "cuento de hadas"  y crear el personaje del Príncipe azul, que aparece por primera vez como Roi Charmant  (Rey Encantador) en el cuento "El pájaro azul".
A diferencia de sus contemporáneos como Charles Perrault y los Hermanos Grimm, d'Aulnoy no se dedicó a recopilar y versionar relatos existentes, sino que escribió cuentos de hadas originales. Además, d'Aulnoy escribía con un estilo más coloquial, tal y como se hubieran contado en un salón. Sus historias no eran adecuadas para niños y estaban destinadas a los lectores adultos de la sociedad galante.
En la mayoría de sus cuentos las protagonistas femeninas no son sumisas, sino que son fuertes, independientes, ingeniosas y astutas. Por lo general debían atravesar dificultades para evitar un matrimonio concertado y lograr casarse con su verdadero amor.
Su libro Les Contes des Fées (1697) ha sido traducido al español y publicado en 2024 bajo el título Cuentos de Hadas de Madame d'Aulnoy.

## Controversias sobre su viaje por España
Si Madame d'Aulnoy estuvo realmente en España es cuestión discutida, puesto que su Viaje por España pareció falso e inventado a Raymond Foulché-Delbosc, especialista en literatura de libros de viajes. Respecto a la dudosa estancia de Madame d`Aulnoy en España, Elvira Roca Barea (2019), escribe:

Esto viene por muchas razones. Primeramente, no hay constancia documental de la presencia de la baronesa en tierras españolas. Nadie la menciona y esto resulta raro. Ella nombra a mucha gente importante en aquel tiempo que dice haber conocido en España, pero nadie la nombra a ella. Sin embargo, todavía hoy el relato de D’Aulnoy sigue considerándose un fiel reflejo de la sociedad española de aquel tiempo, aunque va creciendo un más que razonable y sano escepticismo. 
Fracasología. España y sus élites: de los afrancesados a nuestros días, Mª Elvira Roca Barea

Otros críticos como Arturo Farinelli, Storer, Mazon, el duque de Maura y Agustín González de Amezúa lo consideran cierto.[cita requerida]

## Obra
- Histoire d’Hypolite, Comte de Duglas, Paris, Sevestre, 1690.
- Mémoires de la cour d’Espagne, Paris, Barbin, 2 vol., 1690 dont Sainte-Beuve notera l’intérêt.
- Relation du voyage d’Espagne, Paris, Barbin, 3 vol., 1691.
- Sentimens d'une âme pénitente, sur le psaume 50, Miserere Mei Deus, 1691.
- Histoire de Jean de Bourbon, Prince de Carency , Paris, Barbin, 3 vol., 1692, biographie de Jean de Bourbon-Carency.
- Nouvelles Espagnolles, Paris, Barbin, 1692.
- Nouvelles ou mémoires historiques contenant ce qui s'est passé de plus remarquable dans l'Europe tant aux guerres, prises de places, et batailles sur terre et sur mer qu'aux divers intérests des princes et des souverains qui ont agi depuis 1672 jusqu’en 1679, Paris, Barbin, 2 vol. in-12, 1693.
- Le Retour d'une âme à Dieu, sur le psaume 102, Benedic anima mea, Paris, Vve de Théodore Girard, 1693.
- Mémoires de la cour d'Angleterre, Paris, Barbin, 2 vol., 1695.
- Les Contes des Fées, Paris, Barbin, 4 vol., 1697. Contiene:
  - Gracieuse et Percinet
  - La Belle aux cheveux d'or
  - L'Oiseau bleu
  - Le Prince Lutin
  - La Princesse Printanière
  - La Princesse Rosette
  - Le Rameau d'or
  - L'Oranger et l'Abeille
  - La Bonne Petite Souris
  - Don Gabriel Ponce de Léon, nouvelle espagnole
  - Le Mouton
  - Finette Cendron
  - Fortunée
  - Babiole
  - Don Fernand de Tolède, nouvelle espagnole
  - Le Nain jaune
  - Serpentin vert
- Contes nouveaux ou Les Fées à la mode, Paris, Vve de T. Girard, 1698, 4 vol. in-12. Contiene:
  - La Princesse Carpillon
  - La Grenouille bienfaisante
  - La Biche au bois
  - Le Nouveau Gentilhomme bourgeois, nouvelle
  - La Chatte blanche
  - Belle-Belle ou le Chevalier Fortuné
  - Le Nouveau Gentilhomme bourgeois (continuación)
  - Le Pigeon et la Colombe
  - La Princesse Belle-Etoile et le prince Chéri
  - Le Nouveau Gentilhomme bourgeois (continuación)
  - Le Prince Marcassin
  - Le Dauphin
- Le Comte de Warwick, La Compagnie des Libraires associez, 1703